# Бета-функция Дирихле

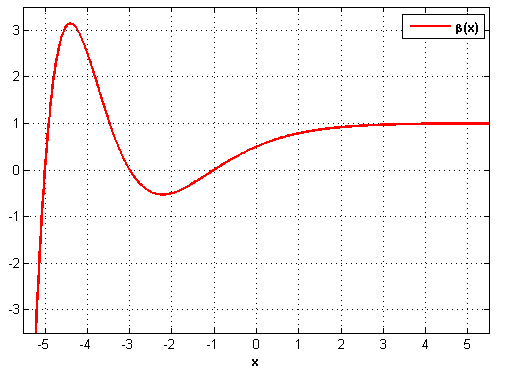
Бета-функция Дирихле действительного аргумента x

Бе́та-фу́нкция Дирихле́ (Dirichlet beta function) в математике, иногда называемая бета-функцией Каталана (Catalan beta function) — специальная функция, тесно связанная с дзета-функцией Римана. Она является частным случаем L-функции Дирихле. Она названа в честь немецкого математика Петера Густава Лежён-Дирихле (Johann Peter Gustav Lejeune Dirichlet), а альтернативное название — в честь бельгийского математика Эжена Шарля Каталана (Eugène Charles Catalan). 
Бета-функция Дирихле определяется как
{\displaystyle \beta (s)=\sum _{n=0}^{\infty }{\frac {(-1)^{n}}{(2n+1)^{s}}}\;,}
или, эквивалентным образом, через интегральное представление
{\displaystyle \beta (s)={\frac {1}{\Gamma (s)}}\int _{0}^{\infty }{\frac {x^{s-1}e^{-x}}{1+e^{-2x}}}\,dx\;,}
где Γ(s) — гамма-функция Эйлера. В обоих случаях предполагается, что Re(s) > 0. 

## Связь с другими функциями
Альтернативное определение через дзета-функцию Гурвица справедливо на всей комплексной плоскости переменной s:
{\displaystyle \beta (s)=4^{-s}\left[\zeta \left(s,{\tfrac {1}{4}}\right)-\zeta \left(s,{\tfrac {3}{4}}\right)\right]\;.}
Бета-функция Дирихле также связана с трансцендентной функцией Лерха (англ. Lerch transcendent), 
{\displaystyle \beta (s)=2^{-s}\Phi \left(-1,s,{\tfrac {1}{2}}\right)\;.}
Это соотношение также верно на всей комплексной плоскости переменной s.

## Функциональное соотношение
Соотношение между β(s) и β(1-s) позволяет аналитически продолжить бета-функцию Дирихле на левую часть комплексной плоскости переменной s (то есть для Re(s)<0),
{\displaystyle \beta (s)=\left({\frac {\pi }{2}}\right)^{s-1}\Gamma (1-s)\cos \left({\tfrac {1}{2}}\pi s\right)\,\beta (1-s)\;,}
где Γ(s) — гамма-функция Эйлера.

## Частные значения
Частные значения бета-функции Дирихле при целых значения аргумента включают в себя 
{\displaystyle \beta (0)\;=\;{\tfrac {1}{2}},}
{\displaystyle \beta (1)\;=\;{\tfrac {1}{4}}\pi ,}
{\displaystyle \beta (2)\;=\;G,}
{\displaystyle \beta (3)\;=\;{\tfrac {1}{32}}\pi ^{3},}
{\displaystyle \beta (4)\;=\;{\tfrac {1}{768}}\left[\psi _{3}\left({\tfrac {1}{4}}\right)-8\pi ^{4}\right],}
{\displaystyle \beta (5)\;=\;{\tfrac {5}{1536}}\pi ^{5},}
{\displaystyle \beta (7)\;=\;{\tfrac {61}{184320}}\pi ^{7},}
{\displaystyle \beta (9)\;=\;{\tfrac {1385}{41287680}}\pi ^{9},}
где G — постоянная Каталана, а {\displaystyle {\textstyle {\psi _{3}({\frac {1}{4}})}}} — частное значение пентагамма-функции (полигамма-функции третьего порядка).
В общем случае для любого положительного целого k
{\displaystyle \beta (2k)={\frac {1}{2^{4k}(2k-1)!}}\left[\psi _{2k-1}\left({\tfrac {1}{4}}\right)-\psi _{2k-1}\left({\tfrac {3}{4}}\right)\right],}
{\displaystyle \beta (2k+1)={{({-1})^{k}}{E_{2k}}{\pi ^{2k+1}} \over {4^{k+1}}(2k)!},}
где {\displaystyle \psi _{2k-1}(z)\equiv \psi ^{(2k-1)}(z)} — полигамма-функция порядка (2k-1), а E2k — числа Эйлера. 
Для отрицательных значений аргумента (для целых неотрицательных k) мы имеем
{\displaystyle \beta (-2k)={\tfrac {1}{2}}E_{2k}\;,}
{\displaystyle \beta (-2k-1)=0\;,}
то есть β(s) равна нулю для всех целых нечётных отрицательных значений аргумента (см. график функции).

## Приблизительные значения
| s  | приблизительное значение β(s) | OEIS    |
| -- | ----------------------------- | ------- |
| 1  | 0.7853981633974483096156608   | A003881 |
| 2  | 0.9159655941772190150546035   | A006752 |
| 3  | 0.9689461462593693804836348   | A153071 |
| 4  | 0.9889445517411053361084226   | A175572 |
| 5  | 0.9961578280770880640063194   | A175571 |
| 6  | 0.9986852222184381354416008   | A175570 |
| 7  | 0.9995545078905399094963465   |         |
| 8  | 0.9998499902468296563380671   |         |
| 9  | 0.9999496841872200898213589   |         |
| 10 | 0.9999831640261968774055407   |         |

## Производная бета-функции Дирихле
Для некоторых целых значений аргумента s производная β'(s) может быть вычислена аналитически,
{\displaystyle \beta ^{\prime }(-1)={\frac {2G}{\pi }}\;,}
{\displaystyle \beta ^{\prime }(0)=\ln \left({\frac {\Gamma ^{2}({\tfrac {1}{4}})}{2\pi {\sqrt {2}}}}\right)\;,}
{\displaystyle \beta ^{\prime }(1)={\frac {\pi }{4}}\left(\gamma +2\ln 2+3\ln \pi -4\ln \Gamma ({\tfrac {1}{4}})\right)\;,}
(см. также OEIS A113847 и A078127). 
Кроме этого, для целых положительных n производную можно представить в виде бесконечной суммы
{\displaystyle \beta ^{\prime }(n)=-\sum _{k=1}^{\infty }\ln \left({\frac {(4k+1)^{1/(4k+1)^{n}}}{(4k-1)^{1/(4k-1)^{n}}}}\right)\;.}